# Пехово (Новосокольнический район)
Пехово — деревня в Новосокольническом районе Псковской области России. Входит в состав Пригородной волости.

## География
Расположена в 20 км к юго-востоку от города Новосокольники, в 1 км к западу от Дергановского озера.

## Население
| 2001 | 2002 | 2010 |
| ---- | ---- | ---- |
| 29   | ↗42  | ↘20  |

Численность населения деревни по оценке на начало 2001 года составляла 29 человек.

## История
С января 1995 до апреля 2015 года деревня входила в состав ныне упразднённой Первомайской волости.